# Praia Rasa (Búzios)
Praia Rasa
A Praia Rasa localiza-se na cidade de Armação dos Búzios, no estado brasileiro do Rio de Janeiro.
Trata-se da praia mais extensa da localidade, com areia com pouco declive e águas cálidas. A orla é ocupada por condomínios, residências e pousadas. É muito procurada por velejadores, assim como praticantes de windsurf e kitesurf.